# Šťavnatka slizoprstenná
Šťavnatka slizoprstenná (Hygrophorus gliocyclus) je vzácný druh houby z čeledi šťavnatkovité (Hygrophoraceae). V Červeném seznamu hub České republiky je druh uveden jako kriticky ohrožený.

## Znaky
Klobouk dorůstá 3–10 cm v průměru, zpočátku polokulovitý se postupně rozevírá na klenutý, přičemž se ve středu rýsuje tupý hrbol. Pokožka je bílá až smetanová, místy a na středu okrově nažloutlá, velmi slizká.
Lupeny jsou u třeně široce přirostlé až sbíhavé, na klobouku řídce uspořádané, krémové, někdy jemně narůžovělé. Výtrusný prach je bílý.
Třeň je 4–10 cm dlouhý, smetanový, horní – suchou a šupinkatou část, odděluje od spodní – silně slizké části slizovitý prsten.
Dužnina je měkká, bíla nebo se jemně žlutým nádechem, voní slabě, příjemně, chuťově je mírně kořenitá.

## Užití
Jedlý druh.

## Ekologie
Od srpna do listopadu roste tato šťavnatka v jehličnatých lesích na zásaditých substrátech, ze stromů preferuje borovice.

## Rozšíření
Druh byl popsán v oblastech Severní Ameriky a Evropy.

## Galerie

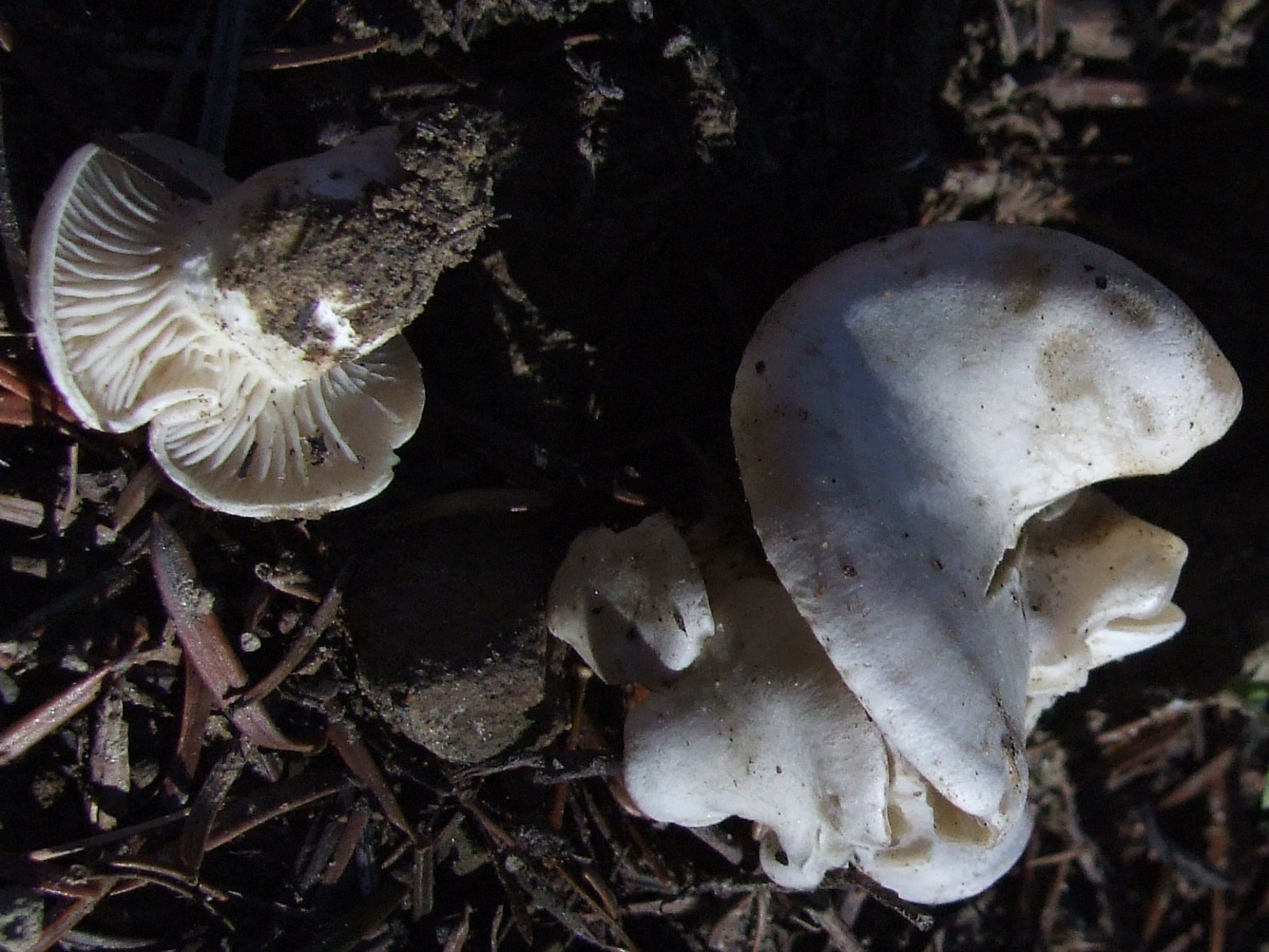
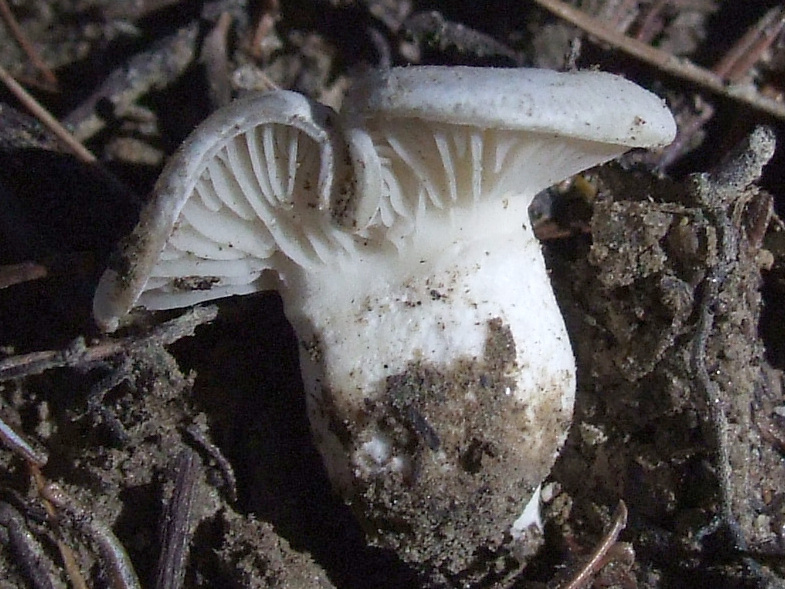

## Možnost záměny
Nezaměnitelný druh.